# Stanislav Boguș
Stanislav Oleksandrovici Boguș (ucraineană: Станiслав Олександрович Богуш), cunoscut ca Stanislav Bohush sau ca Stanislav Bogush, (n. 25 octombrie 1983, Zaporijjea, Uniunea Sovietică) este un fotbalist ucrainean aflat sub contract cu Dinamo Kiev.